# Amílcar (batalla del Crimiso)
Amílcar (en griego antiguo: Ἀμίλχαρ, en latín: Hamilcar) fue uno de los comandantes del grande ejército cartaginés que Timoleón derrotó en la batalla del Crimiso, en el contexto de las guerras sicilianas (siglo IV a. C.)
Timoleón había llegado a Sicilia en 344 a. C. para socorrer a los ciudadanos de Siracusa, que, después de haber echado a los tiranos Dionisio el Viejo y Dionisio el Joven, quedaban indefensos ante la amenaza cartaginesa y deseaban restituir la democracia. Liberada Siracusa, se dirigieron hacia el oeste, en territorio cartaginés.
Mientras tanto, Amílcar y Asdrúbal llegaron a Sicilia, relevando Magón, con un ejército de unos 40 000 hombres (entre cartagineses y mercenarios libios, iberos, celtas y ligures) para hacer frente al ejército de Timoleón, que apenas alcanzaba los 10 000. Llegaron a Lilibea, y de allí se encaminaron hacia Panormo.
Timoleón les salió al camino, y los atacó hacia el final de la primavera del 342 a. C. (o, alternativamente, el 343 a. C. o el 339 a. C.) en el momento que el ejército de Cartago atravesaba el río Crimiso. El ejército griego los cogió por sorpresa, empujando parte del ejército cartaginés al río y causando la fuga del resto. La derrota cartaginesa fue total, y los restos del ejército volvieron a Lilibea. En caso de que sobreviviera, se podría tratar  del mismo cartaginés que se alió con Agatocles veinte años más tarde.
Después de la derrota del Crimiso, Giscón tomó el relevo como general de las operaciones en Sicilia.